# Epidendrum stenoselaginella
Epidendrum stenoselaginella är en orkidéart som beskrevs av Eric Hágsater och E.Santiago. Epidendrum stenoselaginella ingår i släktet Epidendrum och familjen orkidéer.
Artens utbredningsområde är Costa Rica. Inga underarter finns listade i Catalogue of Life.